# Przezszyjne wewnątrzwątrobowe zespolenie wrotno-układowe

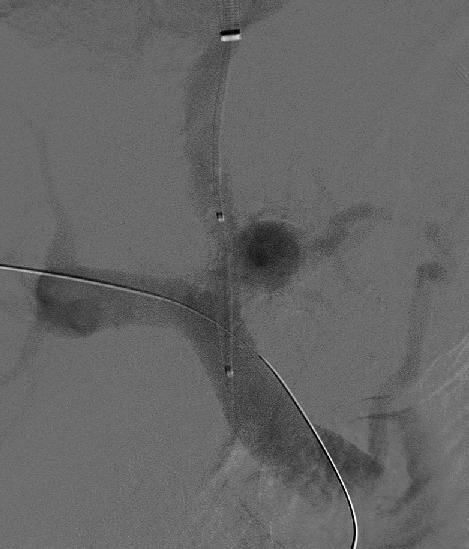
Założenie przezszyjnego wewnątrzwątrobowego zespolenia wrotno-układowego

Przezszyjne wewnątrzwątrobowe zespolenie wrotno-układowe (używany jest skrótowiec TIPS lub TIPSS, od ang. transjugular intrahepatic portosystemic shunt) – połączenie między gałęzią żyły wrotnej a jedną z gałęzi żył wątrobowych, za pomocą stentu. Jego założenie odbywa się z dostępu przez żyłę szyjną wewnętrzną, przy zastosowaniu technik angiograficznych.

## Wskazania
Wskazania do TIPS:
- krwawienia z żylaków przełyku oporne na leczenie farmakologiczne i skleroterapię,
- krwawienie z żylaków ektopowych lub z błony śluzowej dna żołądka,
- nawrót krwawienia po leczeniu endoskopowym,
- gastropatia wrotna,
- krwotok u chorego oczekującego na przeszczepienie wątroby (zabezpieczenie przed wykrwawieniem do czasu operacji),
- wodobrzusze w przebiegu marskości wątroby oporne na leczenie farmakologiczne,
- zakrzepica żył wątrobowych,
- ostra zakrzepica żyły wrotnej,
- profilaktycznie: duże nadciśnienie wrotne przed poważnymi operacjami na jamie brzusznej z innych powodów.

Zakrzepica żył wątrobowych jest wskazaniem kontrowersyjnym.

## Przeciwwskazania
Przeciwwskazaniem bezwzględnym jest ciężka niewydolność wątroby lub prawej komory. Przeciwwskazania względne to encefalopatia wątrobowa znacznego stopnia i późna zakrzepica żyły wrotnej.

## Technika
Zabiegu dokonuje się z dojścia przez żyłę szyjną wewnętrzną. Po zacewnikowaniu żyły wątrobowej wprowadza się długą, zakrzywioną igłę lub system współosiowy i pod kontrolą ultrasonograficzną dokonuje przekłucia do gałęzi wewnątrzwątrobowej żyły wrotnej. Kanał przekłucia poszerza się do średnicy 8–10 mm i stentuje na całej długości. W razie konieczności dostęp można wykorzystać do doraźnej embolizacji żylaków przełyku. Następnie mierzy się gradient między układem wrotnym a systemowym; nie powinien on przekraczać 12 mm Hg.
W wyspecjalizowanych ośrodkach doraźne powodzenie (czyli wytworzenie zespolenia) możliwe jest w 97% przypadków. Skuteczność w zwalczaniu ostrych krwotoków ocenia się na 91%. Ponowne krwawienia w okresie 2 lat występują u 21% pacjentów. Skuteczność w leczeniu wodobrzusza oceniono na 65%. Śmiertelność 30-dniowa wynosi około 11% i dotyczy przede wszystkim pacjentów z grupy C w klasyfikacji Childa-Pugha. U około 20% można spodziewać się pogorszenia lub encefalopatii; w ciągu roku u około 42% pacjentów konieczna jest reinterwencja ze względu na zwężenie w stencie lub w obrębie żyły wątrobowej.

## Powikłania
Możliwe powikłania to wytworzenie wewnątrzwątrobowych przetok tętniczo-żylnych lub żylno-żółciowych w przebiegu kanału wkłucia, co wiąże się z koniecznością ich embolizacji, a także przekłucie do jamy otrzewnej. Najgroźniejszym powikłaniem jest zewnątrzwątrobowe wykonanie zespolenia, powodujące groźne krwawienie.